# ديفيد بروملي
ديفيد بروملي (بالإنجليزية: David Bromley)‏ هو رسام أسترالي، ولد في 1960.